# Хронология распада Югославии
Распад Югославии — процесс, в ходе которого Социалистическая Федеративная Республика Югославия распалась на самостоятельные республики, сопровождавшийся межэтническими столкновениями и Югославскими войнами.
Процесс, как правило, отсчитывают со смерти Иосипа Броз Тито 4 мая 1980 года и формально завершают 27 апреля 1992 года, когда последние две республики бывшей Югославии — Сербия и Черногория — провозгласили создание Союзной Республики Югославия.
Союзная Республика Югославия, в условиях продолжавшихся Югославских войн, продолжала существовать до 2003 года, когда была переименована и преобразована в Государственный союз Сербии и Черногории. Этот союз просуществовал до 5 июня 2006 года, когда Черногория провозгласила независимость.
Бывший югославский автономный край Косово провозгласил независимость в 2008 году, но на тот момент о югославской федерации уже и не вспоминали.

## СФР Югославия

### 1980
| Дата      | Событие |
| --------- | --- |
| 4 мая     | Смерть Президента Югославии Иосипа Броз Тито. Президиум СФРЮ из 9 членов-представителей союзных республик и краёв Косово и Воеводина взял власть в свои руки, место Тито в Президиуме занял Председатель Союза коммунистов Югославии.                                                                                                   |
| 10 июня   | Группа из 60 писателей, поэтов и интеллектуалов в республике Словении подписала петицию с требованием о создании пространства для свободной интеллектуальной дискуссии, которая будет включать право на политическую критику. Ходатайство также требовало права на создание нового независимого журнала для интеллектуальных дискуссий. |
| 1 октября | Группа из 5 словенских интеллектуалов организовали сбор подписей под общеюгославским ходатайством об отмене статьи 133 Уголовного кодекса Югославии, которая позволяла преследование лиц за критику режима. |

### 1981
| Дата     | Событие |
| -------- | --- |
| 11 марта | Массовые беспорядки в столице косовской автономии из-за студенческой акции протеста в университете Приштины.                                                                             |
| 1 апреля | От 5 000 до 25 000 демонстрантов из числа косовских албанцев призвали к изменению статуса Косово, чтобы край стал равноправной частью федерации, а не входил в состав республики Сербии. |
| 2 апреля | Президиум СФРЮ направил спецназ, чтобы разогнать демонстрации, и объявил в Косово чрезвычайное положение, которое продлилось 7 дней.                                                     |
| 3 апреля | Армия разогнала демонстрацию, 9 человек погибли и более 250 получили ранения. |

### 1982
| Дата      | Событие |
| --------- | --- |
| 2 февраля | В Любляне, столице Словении, состоялся рок-концерт в поддержку польского движения Солидарность.                                                |
| Май       | В Словении начался выпуск оппозиционного журнала Nova revija, что часто рассматривается как начало постепенной демократизации этой республики. |

### 1983
| Дата        | Событие |
| ----------- | --- |
| 12 апреля   | Сербское православное духовенство подписало петицию против преследования сербов в Косово. |
| 23 апреля   | Словенская музыкальная группа Laibach дала концерт в Загребе, столице республики Хорватии. В ходе него музыканты представили на широком экране коллажи из официальных видеокадров с Тито и порнографических фильмов (Тито был показан в образе эрегированного пениса). Этот инцидент привёл к вмешательству армии и полиции. Группа была вынуждена покинуть Хорватию, а затем была запрещена в СФРЮ.                                                                                                 |
| Июнь-август | Мусульманский активист Алия Изетбегович был в очередной раз арестован властями и предстал перед судом в Сараево, столице республики Боснии и Герцеговины, за публикацию «Исламской декларации», в которой он призывал к возрождению мусульманского единства. Хотя эта работа имела скорее теоретический характер, чем призывы к конкретным действиям, власти СФРЮ приговорили Изетбеговича к 14 годам тюремного заключения. До досрочного освобождения он провёл в тюрьме пять лет и восемь месяцев. |

### 1984
| Дата     | Событие |
| -------- | --- |
| 1 января | Группа из 26 словенских интеллектуалов и общественных деятелей потребовала изменения югославской Конституции чтобы закрепить в ней защиту свободы слова и собраний. Среди подписантов были Растко Мочник, Аленка Пухар, Грегор Томц, Иво Урбанчич, Перо Ловшин и Дане Зайц. |
| Февраль  | В Сараево проходят Зимние Олимпийские игры 1984. |
| 14 марта | Президент США Рональд Рейган принимает Директиву 133 об изменении американской политики в отношении Югославии, однако цели этой политики были обозначены ещё в Директиве 54 1982 года, призвавшей к «молчаливым революциям» в коммунистических странах.                     |

### 1985
| Дата      | Событие |
| --------- | --- |
| 11 апреля | Смерть Энвера Ходжи, руководившего социалистической Албанией с 1944 года. Смена власти в Албании, не оставшаяся незамеченной среди косовской общественности. |
| 1 мая     | Косовский серб Джордже Мартинович заявил прессе о том, что был якобы изнасилован албанскими фундаменталистами, а в процессе изнасилования ему вставили в анус стеклянную бутылку. Следователи пришли к неоднозначным выводам об инциденте, в том числе выводам о «самоповреждении» Мартиновича бутылкой. Так или иначе, но инцидент с Мартиновичем создал националистический резонанс в Сербии. |
| 25 мая    | Сербская академия наук и искусств решает издать меморандум о политических, экономических и культурных особенностях наций в составе СФРЮ. Начинается дискуссия относительно роли сербского народа в СФРЮ. |
| 20 июля   | Президиум СФРЮ заслушал доклад Милана Кучана, в котором утверждалось, что право сербской нации на создание собственного государства не может быть реализовано в условиях автономии краёв Косово и Воеводина. |
| Сентябрь  | Венетская теория, в соответствии с которой словенцы не относятся к южным славянам, была обнародована словенским историком Йошко Шавли и филологом Матеем Бором. Теория, имеющая ярко выраженную анти-югославскую этническую направленность, получила широкое распространение в Словении в последующие годы.                                                                                     |

### 1986
| Дата        | Событие |
| ----------- | --- |
| Апрель      | 12-й съезд Лиги социалистической молодежи Словении принимает резолюцию в поддержку понятия о гражданском обществе, прямо ссылаясь на права человека, меньшинств и пацифистских движений в Словении. Съезд также потребовал введения свободы слова, свободы собраний и права на забастовку во всей Югославии. Высказанная поддержка отказникам совести приводит к конфронтации участников съезда с Югославской народной армией. |
| 28 мая      | Слободан Милошевич избран на должность председателя Союза коммунистов Сербии. |
| 24 сентября | Газета «Večernje Novosti» публикует текст Меморандума Сербской академии наук и искусств о югославских нациях. |
| 25 сентября | Глава Сербии Иван Стамболич критикует меморандум, заявив: «Это манифест смертельной шовинистической войны». |

### 1987
| Дата         | Событие |
| ------------ | --- |
| 20 февраля   | Словенский оппозиционный журнал Nova revija опубликовал Словенскую национальную программу из 16 статей в пользу независимой и демократической Словении. |
| 26 февраля   | «Плакатный скандал». Ранее в тот году нео-авангардистское художественное движение Новое словенское искусство разработало плакат, который выиграл конкурс на югославском Дне молодежи. Плакат полностью повторял картину нацистского художника Рихарда Кляйна, лишь с заменой флага нацистской Германии на югославский, а немецкого орла на голубя. Провокация, направленная на подчёркивание тоталитарного характера режима Тито, вызвала протест среди прокоммунистической общественности как в Словении, так и в Югославии в целом. |
| 24 апреля    | Слободан Милошевич произносит речь о Косово перед толпой из 15 000 сербов и черногорцев, сказав им: «Вы не будете биты». Позже тем вечером сербское телевидение транслировало видео речи Милошевича. Глава Сербии Иван Стамболич позже заметил, что в ходе просмотра этого видео он увидел «конец Югославии». |
| 26 июня      | Одна тысяча сербов и черногорцев из Косова провела акцию протеста у здания парламента в Белграде против преследований со стороны этнических албанцев. |
| Июль         | В Загребе проходит Летняя Универсиада 1987. |
| 2-3 сентября | Азиз Келменди, солдат Югославской народной армии албанской национальности, убил 4 других солдат ЮНА и ранил ещё семерых. Во время похорон толпа разгромила принадлежащие албанцам магазины. |
| 10 сентября  | Реформа сербской конституции. |
| 24 сентября  | В ходе 8-й сессии Союза коммунистов Сербии Милошевич раскритиковал действующего президента Стамболича, который впоследствии ушёл в отставку. |
| Ноябрь       | Основание Хельсинкского комитета по Югославии. |
| 9 декабря    | Забастовка работников завода Litostroj в Любляне. Работники потребовали права на создание независимых профсоюзов и политического плюрализма. Сформирован оргкомитет для формирования независимой Социал-демократической партии Словении. Мероприятие считается началом процесса политической плюрализации в Словении. |

### 1988
| Дата          | Событие |
| ------------- | --- |
| 12 февраля    | Комитет сербских учёных требует создания «Сербской автономной области» на территории Боснии и Герцеговины, а также Хорватии. |
| 25 апреля     | Ассоциация словенских писателей и Словенская социологическая ассоциация публикуют предложение о создании альтернативной Конституции Словении. |
| 12 мая        | Крестьянский союз Словении принял участие в массовом митинге в Любляне в качестве первой открыто некоммунистической политической ассоциации в Югославии. Мероприятие, как правило, считается началом «словенской весны». |
| 15 мая        | Министр обороны СФРЮ адмирал Бранко Мамула уволен из-за своей оппозиции Милошевичу. Велько Кадиевич занимает место министра обороны. |
| 31 мая-4 июня | Югославская народная армия (ЮНА) захватила Янеза Яншу и 3 других лиц в Словении, обвинённых в «государственной измене». Аресты спровоцировали национальный резонанс в Словении. Во время так называемого Люблянского процесса сформирован Комитет по защите прав человека, который становится центральной платформой гражданского общества в Словении. |
| 27 сентября   | Бошко Крунич, представитель Союза коммунистов Югославии, и Франк Шетинц, словенский член Политбюро СКЮ, ушли в отставку из-за этнического конфликта между сербами и албанцами. |
| 4 октября     | В Бачка-Паланке собирается массовая акция в знак протеста против правительства Воеводины. |
| 5 октября     | Под контролем Слободана Милошевича, Михаль Кертес и 100 000 человек из Бачка-Паланки и остальной Сербии вошли в Нови-Сад, столицу Воеводины, чтобы поддержать акции протеста против правительства Воеводины. |
| 6 октября     | После отказа ЮНА разогнать толпу или защитить здание парламента в Нови-Саде весь парламент Воеводины ушёл в отставку и заменён политиками, лояльными к Милошевичу. Структура Президиума СФРЮ изменена путём предоставления Сербии 2 голосов из 8 (за счёт голоса Воеводины)                                                                            |
| 9 октября     | Черногорская полиция разогнала демонстрацию в Титограде и объявила чрезвычайное положение. Это было воспринято в Сербии как акт враждебности. |
| 10 октября    | Раиф Диздаревич, президент СФРЮ, предупредил, что кризис в Югославии может привести к «чрезвычайным условиям». Президент заявил, что демонстрации против лидеров коммунистической партии в различных частях страны могут обернуться «непредсказуемыми последствиями».                                                                                  |
| 17 октября    | Неудачная попытка Стипе Шувара вытеснить Слободана Милошевича из Центрального Комитета Союза коммунистов Югославии. |
| Ноябрь        | Число членов Президиума СФРЮ сокращается до 8: отменено членство Председателя Союза коммунистов Югославии. |
| 17 ноября     | Отставка краевого правительства Косово. К власти в регионе приходят политики, лояльные Милошевичу. Это событие вызывает первую массовую демонстрацию этнических албанцев. Структура Президиума СФРЮ снова меняется, Сербия получает уже 3 кресла из 8 (за счёт Косова).                                                                                |
| 18 ноября     | Массовый митинг почти из миллиона человек проходит в Белграде в поддержку политики Милошевича. |
| 19 ноября     | Около 100 000 этнических албанцев, возмущённых сменой власти в крае, прошли маршем по столице Косова. |
| 28 ноября     | Протесты 1500 хорватов у здания югославского посольства в Сиднее, столице Австралии, накануне югославского Дня Республики. Охрана посольства открыла огонь и ранила 16-летнего участника акции протеста. На следующей неделе посольство было закрыто.                                                                                                  |
| 31 декабря    | Перед лицом внешнего долга, достигавшего 21 млрд долларов, уровня безработицы в 15 % и уровня инфляции в 250 %, югославское правительство Бранко Микулича ушло в отставку. |

### 1989
| Дата        | Событие |
| ----------- | --- |
| 10 января   | Более 100 000 протестующих собрались в Титограде, столице республики Черногории, в знак протеста против политики регионального правительства. На следующий день правительство ушло в отставку. Новое правительство возглавили Момир Булатович, Мило Джуканович и Светозар Марович, лояльные к Милошевичу. 13 января ушёл в коллективную отставку Президиум Черногории. Структура югославского Президиума отныне давала сербам 4 из 8 голосов (остальные голоса принадлежали Боснии и Герцеговине, Хорватии, Македонии и Словении). |
| 11 января   | Основан Словенский демократический союз. |
| 16 февраля  | Основан Социал-демократический союз Словении. |
| 20 февраля  | Забастовали албанские рабочие в шахте Трепча (около Косовска-Митровица). |
| 27 февраля  | Президиум СФРЮ объявил чрезвычайное положение в Косово из-за албанских протестов. |
| 28 февраля  | Франьо Туджман выступил в здании Ассоциации писателей Хорватии с изложением политической программы, легшей в основу партии Хорватское демократическое содружество. |
| 3 марта     | Арест Азема Власи. |
| 4 марта     | Ассоциация сербских писателей обсуждает ненависть к сербам в Хорватии, Косово и Словении. На этой встрече Вук Драшкович упоминает «сербские западные рубежи». |
| 10 марта    | Основано Словенское христианско-социалистическое движение. |
| 16 марта    | Анте Маркович, противник политики Милошевича, стал новым премьер-министром Югославии. BBC стал называть Марковича «лучшим союзником Вашингтона в Югославии». |
| 28 марта    | Согласно изменениям в Конституцию СФРЮ, отменена автономия югославских краёв Косово и Воеводина, но сохранено их место в Президиуме Югославии. |
| 6 мая       | Представляющая Югославию хорватская группа «Riva» выигрывает Евровидение-1989. |
| 8 мая       | Слободан Милошевич стал главой Сербии. |
| 8 мая       | Словенские оппозиционные партии и Ассоциация словенских писателей издали совместный манифест, известный как Майская декларация, требуя создания суверенного и демократического словенского национального государства. Декларация была публично зачитана поэтом Тоне Павчеком на массовой демонстрации на центральной площади Конгресса в Любляне. |
| 29 мая      | Основан Хорватский социал-либеральный союз. |
| 11 июня     | «Зелёные Словении» основали первую экологическую партию в Югославии. |
| 17 июня     | Создание Хорватского демократического содружества в Хорватии. |
| 28 июня     | Обращаясь к 2 000 000 сербов, Слободан Милошевич в Газиместанской речи на Косовом поле заявил о возможности будущих «вооружённых сражений», но и также о том, что Сербия является многонациональной страной, где каждый гражданин должен быть обеспечен равными правами независимо от национальности или религии. |
| 1 августа   | Югославский посол в США Живорад Ковачевич призвал Конгресс США осудить нарушения прав человека в Югославии. |
| 14 сентября | На заседании сербской Ассоциации писателей в Белграде Вук Драшкович призвал к созданию автономии Сербская Краина в Хорватии. |
| 17 сентября | Вопреки предупреждениям федеральных властей, Словения провозглашает собственную конституцию с большей автономией и правом на отделение от Югославии. Термин «Социалистическая» вычеркнут из официального наименования республики, а также провозглашены свободные выборы. |
| 29 сентября | В Косово, Черногории, центральной Сербии и Воеводине проходят демонстрации против словенских конституционных поправок. |
| 20 октября  | Президиум ЦК коммунистической партии Боснии и Герцеговины обнаруживает на боснийской территории деятельность управления госбезопасности по СР Сербия. |
| 30 октября  | Начало судебного разбирательства против Азема Власи и других косовских политиков. |
| 3 ноября    | Полиция использовала силу во время демонстраций албанцев в Косово; некоторые демонстранты были убиты. |
| 11 ноября   | Хорватская крестьянская партия реформирована в Загребе. |
| 20 ноября   | Словения отказывается разрешить демонстрации сербов и черногорцев в Любляне. В соответствии с этим решением, Хорватия заявляет, что она также не позволит жителям Сербии и Черногории, собиравшимся на демонстрацию в Словению в декабре, проехать через свою территорию . |
| 27 ноября   | Сформирована Демократическая оппозиция Словении как единая платформа для всех антикоммунистических политических партий в Словении, председателем стал диссидент Йоже Пучник. |
| 29 ноября   | В ответ на запрет на проведение демонстраций Сербия начала экономическую блокаду Словении. |
| 1 декабря   | Менее 100 человек всё же провели акцию протеста у здания Ассамблеи в Любляне. Местные силы полиции разогнали демонстрантов. |
| 10 декабря  | Тайная встреча Иво Латина, главы Хорватии, и Янеза Становника, главы Словении. |
| 13 декабря  | Ивица Рачан стал председателем Союза коммунистов Хорватии против воли югославской армии. |
| 31 декабря  | Слободан Милошевич решил прекратить поставки электроэнергии жителям Хорватии. Министр иностранных дел Италии Джанни Де Микелис назвал хорватов и словенцев экстремистами, не имеющими шансов войти в единую Европу вне Югославии. |

### 1990
| Дата        | Событие |
| ----------- | --- |
| 1 января    | Премьер-министр Анте Маркович начал реализацию своей экономической программы. |
| 20 января   | Чрезвычайный и последний, 14-й съезд Союза коммунистов Югославии начался в Белграде. |
| 22 января   | Словенские делегаты покинули съезд, отказавшись принять в нём дальнейшее участие. Затем так же поступили хорватские представители, объявив съезд без словенского присутствия неконституционным. Вслед за этим удалились македонская и боснийская делегации. Единая коммунистическая партия Югославии распалась.                                                                            |
| 25 января   | Массовые акции протеста косовских албанцев в Косово. 40-тысячная демонстрация разогнана с использованием водомётов и слезоточивого газа. |
| 26 января   | Министр обороны Югославии Велько Кадиевич запросил увеличение числа военнослужащих, размещённых в Словении. ЮНА разрабатывает военный план действий на территориях с этнически смешанным населением (Босния и Герцеговина, Хорватия). |
| 29 января   | Всеобщая забастовка в Косово. |
| 31 января   | Президиум СФРЮ постановил направить войска ЮНА в Косово для восстановления порядка. |
| 3 февраля   | Основана Демократическая партия Сербии. |
| 14 февраля  | Хорватский парламент принял поправки к конституции Хорватии, разрешив многопартийные выборы. |
| 16 февраля  | Здравко Мусташ, директор Службы безопасности Югославии, заявил, что Хорватский демократический союз намерен организовать погромы сербов через 48 часов после победы на выборах. |
| 17 февраля  | Формирование Сербской демократической партии в Книне, Хорватия. |
| 4 марта     | Протесты 50 000 сербов из Хорватии и Сербии на Петрова-Горе против «политики Франьо Туджмана и усташей», а также с требованием сохранения территориальной целостности Югославии. |
| 10 марта    | BBC сообщает об ухудшении отношений между хорватами и сербами, а также напряжённости, возникшей после сербских требований на Петрова-Горе. |
| 17 марта    | Серб Душко Чубрилович попытался убить Франьо Туджмана на предвыборном митинге в Бенковаце. |
| 21 марта    | Сербы около Задара организовали ночные контрольно-пропускные пункты, досматривавшие транспортные средства и автобусы, проходившие через город. |
| 23 марта    | Словенская демократическая оппозиция (ДЕМОС) опубликовала альтернативную Конституцию Словении. Проект, разработанный Петером Йамбреком, Франке Бучаром и Тине Грибаром, предусматривал создание независимого демократического государства. |
| 26 марта    | Руководство Сербии оценило ситуацию в Югославии и согласилось с тем, что война в Хорватии и Боснии и Герцеговине является неизбежной. |
| 30 марта    | Партийное собрание Союза коммунистов Югославии без участия представителей Боснии и Герцеговины, Хорватии, Словении и Македонии. |
| 3 апреля    | Части хорватской полиции выводятся из Косово. |
| 8 апреля    | ДЕМОС победила на первых многопартийных выборах в Словении. Милан Кучан, бывший член коммунистической партии, избран президентом Словении, в то время как христианский демократ Лойзе Петерле стал премьер-министром. |
| 22 апреля   | Первые многопартийные выборы в Хорватии. Побеждает Хорватский демократический союз (ХДС), получивший 193 из 365 парламентских мест. Сербская демократическая партия получила большинство в таких городах, как Бенковац, Кореница, Книн и других. |
| 26 апреля   | Встреча Борисава Йовича, будущего президента Президиума СФРЮ, и министра обороны Велько Кадиевича, который сообщает, что ЮНА готова войти на территории Словении и Хорватии. |
| 5 мая       | В Загребе проходит Конкурс песни Евровидение 1990. |
| 13 мая      | Массовые беспорядки вспыхнули в Загребе на матче чемпионата по футболу между Динамо Загреб и сербской Црвена Звезда. |
| Май         | Хорватское правительство инициировало увольнение сербов из хорватской полиции, администрации и государственных компаний. Кроме того, «сербы были встревожены возвращением исторических хорватских символов и знаков отличия, которые также были использованы в своё время усташами». В результате многие сербы в Хорватии пришли в выводу, что ХДС стремится восстановить режим усташей.   |
| 17 мая      | ЮНА начала разоружение ополчения в Словении и Хорватии, однако словенцы объявили об отказе подчиниться. |
| 26 мая      | Создание Партии демократического действия (ПДД) в Боснии и Герцеговине. |
| 26-30 мая   | Попытка возобновить работу 14-го съезда Союза коммунистов Югославии. На этот раз от Боснии и Герцеговины присутствуют 187 из 248 январских делегатов, от Хорватии - 19 из 216, от Македонии - 14 из 141. Из 114 членов словенской делегации не явился никто. |
| 30 мая      | Хорватский парламент избрал Франьо Туджмана президентом и Стипе Месича премьер-министром. Сербская демократическая партия Йована Рашковича объявляет о разрыве всех отношений с хорватским парламентом. |
| 30 мая      | Сербский националист Воислав Шешель в газете Svet заявил: «Граница нашей Сербии — не Дрина. Дрина — сербская река, которая проходит через середину Сербии». |
| 3 июня      | Югославский гимн и национальная команда освистаны на стадионе Максимир в Загребе во время товарищеского матча против Нидерландов. |
| 6 июня      | Парламент города Книн предложил создать Ассоциацию муниципальных образований Северной Далмации и Лики. |
| 8 июня      | ЮНА формирует новые бригады в районах Загреба, Книна, Баня-Лука и в Герцеговине. |
| 27 июня     | Создание Ассоциации муниципальных образований Северной Далмации и Лики в Книне. |
| 28 июня     | Слободан Милошевич заявил Председателю Президиума СФРЮ Борисаву Йовичу, что по его мнению «отпадение Хорватии должно быть проведено таким образом, чтобы Ассоциация муниципалитетов Северной Далмации и Лики осталась по нашу сторону границы». |
| 29 июня     | В Хорватии термин «социалистическая» исключён из официального названия республики, приняты временные новые флаг и герб. |
| 30 июня     | Владимир Шекс, вице-председатель хорватского парламента, заявил, что СФРЮ должна стать конфедерацией. |
| 1 июля      | Милан Бабич заявил в селе Косово около Книна (Хорватия) о создании в будущем Сербской автономной республики Краина. |
| 1 июля      | Парламент Словении проголосовал за независимость (но независимость не провозгласил). |
| 2 июля      | Парламент Косово объявил Косово республикой с правами и полномочиями, равными с другими 6 республиками. В ответ на это парламент Сербии упразднил парламент Косово. |
| 20 июля     | Парламент Сербии изменил избирательные законы, чтобы провести первые многопартийные выборы. |
| 25 июля     | Парламент Хорватии проголосовал за ряд конституционных изменений. Ссылки на коммунизм удалены из государственных учреждений и символов, а официальное название страны отныне — Республика Хорватия. |
| 25 июля     | Сербская демократическая партия Хорватии создаёт Сербский национальный совет и провозглашает Декларацию автономии сербов в Хорватии. |
| 30 июля     | Члены ХДС подверглись нападению в Бераке около Вуковара. |
| 31 июля     | На первом заседании Сербского национального совета принято решение о назначении референдума о сербской автономии в Хорватии. После получения этой информации хорватское правительство запретило референдум. Милан Бабич избран президентом совета. |
| 31 июля     | Парламент Боснии и Герцеговины изменил конституцию, чтобы стать «домом для боснийцев, сербов и хорватов». |
| 5 августа   | Создание Сербской демократической партии в Боснии и Герцеговине. |
| 13 августа  | Делегация сербов из Книна под председательством Милана Бабича прибыла в Белград для встречи с Председателем Президиума СФРЮ Борисавом Йовичем и министром внутренних дел СФРЮ Петром Грачанином. Йович заявил, что муниципалитеты будут решать, останутся они в составе Югославии или нет.                                                                                                 |
| 17 августа  | Сербы Краины, обвинив хорватские власти в дискриминации, соорудили баррикады на ключевых дорогах вокруг Книна. В Бенковаце хорватская полиция предотвратила сербское голосование об отделении. Сербская газета «Вечерние Новости» написала, что «2 млн сербов готовы идти в Хорватию, чтобы сражаться». С другой стороны, западные дипломаты заявляли, что сербские СМИ разжигали страсти. |
| 18 августа  | Создание Хорватского демократического союза в Боснии и Герцоговине. |
| 19 августа  | Сербский референдум в Хорватии показал, что 97,7 % жителей желают провозглашения автономии сербов в Хорватии. |
| 20 августа  | Правительство Югославии и ЮНА потребовали, чтобы Хорватия не принимала мер против сербских повстанцев в так называемой Сербской Краине. В финале чемпионата мира по баскетболу Владе Дивац взял хорватский флаг у зрителя и растоптал его. |
| 24 августа  | Хорватский президент Франьо Туджман заявил о желании встретиться с сербским президентом Слободаном Милошевичем. |
| 27 августа  | В Сербии началась регистрация новых политических партий. |
| 30 августа  | Хорватский суд признал незаконной Ассоциацию муниципалитетов Северной Далмации и Лики. |
| Сентябрь    | Албанские члены распущенного Парламента Косово тайно встретились и приняли альтернативную конституцию. |
| 3 сентября  | Албанцы начали всеобщую забастовку в Косово. |
| 3 сентября  | Иван Звонимир Чичак и Маринко Божич образовали Хорватскую патриотическую организацию в Герцеговине. Из-за чёрной униформы членов организации сербская пресса стала называть их усташами. |
| 7 сентября  | Йосип Больковац, хорватский министр внутренних дел, поставил ультиматум повстанцам из региона Краина с требованием прекратить все действия против конституции Хорватии и сдать оружие правительству Хорватии в полдень 12 сентября. |
| 9 сентября  | Сербская демократическая партия Хорватии требует защиту у правительства Югославии. |
| 12 сентября | Сербская радиостанция в Книне призвала граждан предотвратить возвращение власти в регионе в руки правительству Хорватии. |
| 13 сентября | Резня в Полате (деревня в Косово), проведённая сербскими силами. |
| 18 сентября | Неудачный переворот в руководстве боснийской Партии демократического действия. |
| 19 сентября | Парламент Боснии и Герцоговины проголосовал за сохранение республики в составе СФРЮ. |
| 26 сентября | Сербы селений Пакрац, Петринья и Сисак в Хорватии начали блокировать дороги. |
| 28 сентября | Новая редакция Конституции Сербии: автономия Воеводины и Косово отменены, но их представители в Президиуме СФРЮ сохранили свои позиции. Слово «Социалистическая» вычеркнуто из наименования Республики Сербии. |
| 1 октября   | Сербский национальный совет в Хорватии объявил о создании Сербской автономной области Краина. |
| 1 октября   | Президент США Буш на встрече с югославским Президиумом обещает полную поддержку Югославии. |
| 2 октября   | Хорватские сербы объявили об автономии, несмотря на заявления правительства Хорватии о незаконности проведённого референдума. |
| 3 октября   | Хорватия и Словения сделали предложение югославскому Президиуму о создании югославской конфедерации. |
| 4 октября   | Словенский парламент отменил действие 27 югославских законов на территории Словении. |
| 11 октября  | Нефтяная компания Нафтагас из Воеводины взяла под свой контроль Хорватскую нефтяную компанию на территории самопровозглашенной Сербской автономной области Краина. В Загребе статуя Йосипа Елачича возвращается на площадь Республики. |
| 16 октября  | На заседании Президиума СФРЮ Хорватия и Словения снова требуют создания югославской конфедерации. Представители других республик проголосовали против предложения. |
| 17 октября  | Хорватская сборная по футболу провела первый официальный матч против США. |
| 23 октября  | Сербский парламент проголосовал за введение налогов на товары из Хорватии и Словении. |
| 26 октября  | Слободан Милошевич попросил введения войск на территорию Хорватии, но «только на территории, где проживают сербы». |
| 18 ноября   | Первые многопартийные выборы в Боснии и Герцеговине. Партия демократического действия (ПДД, партия боснийских мусульман) получила 86 мест в парламенте (35 %), Сербская демократическая партия в Боснии и Герцеговине (СДП) — 72 (29 %), Хорватский демократический союз Боснии и Герцоговины (ХДС) — 44 (18 %). В Президиуме Боснии и Герцеговины ПДД получила 3 места, СДП — 2.          |
| 22 ноября   | Встреча хорватского и словенского президентов по поводу будущего двух стран. |
| 25 ноября   | ДПМНЕ выиграла первые многопартийные выборы в Македонии, получив 37 мест в парламенте против 31 у коммунистов. |
| 28 ноября   | Янез Дрновшек (представитель Словении в Президиуме СФРЮ до мая 1990 года) и Председатель Президиума Йович провели встречу, на которой Словения получила «зелёный свет» для выхода из состава Югославии. |
| 29 ноября   | Либер Сербской добровольческой гвардии Желько Ражнатович арестован в Хорватии, но вскоре освобождён. |
| 3 декабря   | Разделение в среде сербского духовенства по вопросу поддержки Слободана Милошевича. Сербская Православная Церковь выбирает Павла из Косово в качестве своего нового главы. |
| 7 декабря   | Министр обороны Югославии Велько Кадиевич, выступая на Белградском телевидении, обвинил хорватское руководство в возрождении фашизма и геноциде против сербов. |
| 9 декабря   | Милошевич во главе Социалистической партии Сербии выиграл первые сербские многопартийные выборы и стал Президентом, набрав 65,35 % голосов. |
| 9 декабря   | Союз коммунистов Черногории выиграл первые многопартийные выборы в Черногории. |
| 21 декабря  | В Книне Милан Бабич провозгласил Сербскую автономную область Краина, охватывающую муниципалитеты в регионах Северной Далмации и Лики, в юго-западной Хорватии. В том же месяце Бабич стал президентом Временного Исполнительного Совета Краины. |
| 22 декабря  | Хорватский парламент одобрил новую Конституцию, провозгласившую Хорватию «национальным государством хорватской нации и представителей других наций и меньшинств». Удаление упоминаний о сербах из Конституции создало резонанс среди сербского меньшинства в Хорватии. При голосовании присутствовали президенты Словении и Боснии и Герцеговины Милан Кучан и Алия Изетбегович.           |
| 23 декабря  | Социалистическая партия Сербии Милошевича получила 192 из 250 мест в парламенте Сербии. |
| 23 декабря  | Момир Булатович избран президентом Черногории, набрав 76,9 % голосов избирателей. |
| 23 декабря  | На словенском референдуме о независимости 88,5 % от общего электората (94,8 % голосов) с явкой 93,3 %, поддержали независимость страны. |
| 26 декабря  | Сербия изъяла 2,5 млрд немецких марок в местной валюте из казны Югославии, но под давлением со стороны других республик и Всемирного банка позже вернула 1,5 млрд марок в Банк Югославии. |
| 31 декабря  | Конституционный суд Хорватии заявил, что САО Краины «не существует в юридическом смысле». |
| 31 декабря  | Было объявлено, что за прошедший год югославская промышленность сократилась на 18,2 %. |

### 1991
| Дата           | Событие |
| -------------- | --- |
| 4 января       | Правительство Хорватии создало Министерство обороны. |
| 4 января       | Создание милиции Краины. |
| 4 января       | Министр обороны СФРЮ Кадиевич потребовал от председателя Президиума СФРЮ Йовича определиться с позицией относительно голосований в республиках и судьбы Югославии в целом. |
| 9 января       | Председатель Президиума СФРЮ Йович инициировал голосование членов Президиума по вопросу применения силы в отношении Хорватии и Словении. Все 3 про-сербских члена Президиума (Косово, Сербия и Воеводина) и представитель Черногории проголосовали за применения силы, но члены Президиума от других республик (Босния и Герцеговина, Хорватия, Македония, Словения) проголосовали против. |
| 10 января      | После окончания заседания Президиума Югославская народная армия (ЮНА) получила приказ получить оружие из арсеналов. |
| 10 января      | Сербский националист Радован Караджич потребовал отставки Богича Богичевича, боснийского серба, избранного в Президиум на референдуме 25 июня 1989 года, так как он голосовал против введения ЮНА в Хорватию и Словению. |
| Январь         | В САО Краина создан «Региональный секретариат внутренних дел», и Милан Мартич был назначен его начальником. Правительство Хорватии сообщило, что хорватская полиция будет действовать в регионе согласно хорватской конституции. |
| 24 января      | Хорватское правительство заявило, что решение Президиума СФРЮ от 10 января признать результаты сербского референдума в Хорватии является незаконным, и что Хорватия должна защищать себя и своих граждан. |
| Февраль        | Совет Европы принял решение, что присоединение Югославии к Европе возможно лишь после преодоления кризиса мирным путём и выборов в федеральный парламент. |
| 21 февраля     | Словенский парламент одобрил законопроект о создании собственных банковской и оборонной систем. |
| 21 февраля     | После получения известия о решении парламента Словении начать юридические действия по обретению независимости и возможному созданию нового союза независимых государств, парламент Хорватии принимает аналогичное решение. |
| 22 февраля     | Парламент муниципалитета Пакрац, с относительным большинством сербов, голосует за вхождение в состав САО Краина. |
| 22 февраля     | «Вооружённые сербы в Пакраце взяли под свой контроль полицейский участок и разоружили 16 хорватских полицейских». |
| 26 февраля     | Сербский национальный совет Бараньи Западного Срема и Славонии проголосовал, что если Хорватия выйдет из состава Югославии, то территория под контролем Совета отделится от Хорватии. |
| 28 февраля     | Сербский национальный совет САО Краины проголосовал, что Краина останется в составе Югославии и выражает пожелание мирного разделения Хорватии и САО Краины . |
| 1 марта        | Столкновения в Пакраце — Хорватская полиция в ходе атаки восстановила контроль над Пакрацем. В этот день прозвучали первые выстрелы грядущих Югославских войн. |
| 3 марта        | Столкновения в Пакраце — Югославская армия была развернута на холме у Пакраца. После артиобстрела города начались переговоры, по результатам которых хорватские войска покинули город. Хотя никто не был убит в ходе боевых действий, это событие знаменует собой начало хорватской войны за независимость.                                                                                |
| 9 марта        | Начало массовых студенческих демонстраций в Белграде. Президиум СФРЮ отдал приказ ЮНА защитить важные здания, но ЮНА атаковала демонстрантов. |
| 12 марта       | Заседание югославского Президиума в штаб-квартире ЮНА во время демонстраций. ЮНА потребовала провести повторное голосование о дальнейших действиях в отношении мятежных республик. Голосование повторяется, но результат тот же — 4:4. После голосования видные офицеры югославской армии отправились за консультациями в дипломатические миссии Франции, Великобритании и СССР.           |
| 15 марта       | Слободан Милошевич в интервью государственному телевидению заявил: «Югославии больше не существует». |
| 17 марта       | После безрезультатных попыток Президиума СФРЮ принять решение о судьбе страны Слободан Милошевич приказал провести мобилизацию сербских спецслужб и заявил, что «Сербия не признаёт каких-либо решений Президиума Югославии». |
| 20 марта       | 200 сербских писателей, кинорежиссёров и актёров подписали петицию против Милошевича, обвинив его в том, что он «выбрал политику войны». |
| 29 марта       | Плитвицкая Кровавая Пасха — Полиция Сербской Краины во главе с Миланом Мартичем взяла под контроль Национальный парк Плитвицкие озера. |
| 31 марта       | Плитвицкая Кровавая Пасха — В Пасхальное воскресенье хорватские полицейские вошли на территорию парка и попали в засаду сербских повстанцев. Во время перестрелки хорватский полицейский Йосип Йович становится первой жертвой хорватской войны за независимость. В бою погиб и один сербский полицейский.                                                                                 |
| 1 апреля       | Хорватская полиция оставила Плитвицкие озера. |
| 2 апреля       | В Титова-Коренице президент Сербской Краины Милан Бабич объявил, что весь регион находится под контролем сербов. |
| 2 апреля       | В Загребе начался процесс над бывшим хорватским министром обороны Мартином Шпегелем, обвинённым в подавлении хорватского восстания против армии Югославии. Под давлением толпы суд был перенесён, и Шпегель смог бежать в Австрию. |
| Апрель         | Инцидент в Борово-Селе — Будущий хорватский министр обороны Гойко Шушак организовал и принял участие в ракетном обстреле населённого сербами села Борово. |
| 1 мая          | Инцидент в Борово-Селе — Четверо хорватских полицейских вошли в Борово и попытались заменить югославский флаг в деревне на хорватский. Местное ополчение убило двоих хорватов, остальным удалось бежать. |
| 2 мая          | Инцидент в Борово-Селе — Около 1500 хорватских полицейских на автобусе попытались восстановить контроль над деревней, но попали в засаду. В ходе боя погибли 12 хорватов и 3 серба, более 20 человек получили ранения. После прибытия ЮНА перестрелки прекратились, а между подконтрольной хорватам территорией и территориями повстанцев была установлена буферная зона.                  |
| 6 мая          | Крупная анти-югославская демонстрация в Сплите закончилась кровопролитием. Танки югославской армии с солдатами в основном не-хорватской и не-сербской национальности были отправлены на улицы города. Сашо Гешовски, солдат-македонец, был застрелен. |
| 12 мая         | Сербы с хорватских территорий проголосовали на референдуме за объединение с Сербией. |
| 16 мая         | Вопреки положениям югославской конституции, представитель сербов в Президиуме СФРЮ Борисав Йович потребовал голосование для предотвращения того, чтобы хорват Стипе Месич стал очередным председателем Президиума. 3 сербских голоса и голос Черногории помешали Месичу занять этот пост.                                                                                                  |
| 19 мая         | Референдум о независимости в Хорватии. Из 86 % всех хорватских избирателей 94,17 % голосов были отданы в пользу независимости. |
| 25 июня        | Хорватия приняла конституционное решение о независимости. |
| 25 июня        | Словения провозгласила независимость. |
| 26 июня        | Последний день действия хорватско-словенских предложений о создании конфедерации. |
| 27 июня        | Начало Десятидневной войны в Словении. |
| 30 июня        | По требованию западных чиновников Сербия прекратила блокировать избрание Месича председателем Президиума СФРЮ. |
| 7 июля         | Брионское соглашение прекратило боевые действия в Словении. Словения и Хорватия согласились заморозить процесс провозглашения независимости на три месяца. |
| 31 июля        | Милан Бабич, лидер сербов Краины, отверг мирное предложение министров Европейского Сообщества. |
| 25 августа     | Начало осады хорватскими войсками Вуковара. |
| 27 августа     | Европейское экономическое сообщество создало Комиссию Бадинтера для рассмотрения и дачи юридических заключений по пятнадцати вопросам, касавшимся конфликта в Югославии. |
| 29 августа     | Организация солдатских матерей Bedem ljubavi начала акции протеста около казарм Югославской народной армии, призывая хорватов и другие этнические группы отказаться от призыва на военную службу. |
| 8 сентября     | Республика Македония проголосовала за независимость. Явка избирателей составила 75 %, и 95 % из них проголосовали за независимость. Сегодня этот день отмечается как день независимости. |
| 15 сентября    | Генеральный штаб югославских вооружённых сил призвал к частичной мобилизации, в нарушение югославской конституции. |
| 19 сентября    | В Боснии и Герцеговине обнаружен и был обсуждён в парламенте секретный сербский «План РАМ» по консолидации сербских сил во всех бывших республиках СФРЮ. Югославский премьер-министр Анте Маркович подтвердил, что Слободан Милошевич приказал югославским военным передать оружие территориальной обороне Боснийской Краины, которая находилась под контролем Радована Караджича.         |
| 26 сентября    | Парламент Сербии признал, что частичная мобилизация проходит очень плохо — 50 % призывников уклонились от призыва. |
| 30 сентября    | Референдум о независимости Косово. Большинство высказалось в пользу независимости. Сербия не признала результатов голосования. |
| 7 октября      | Бомбардировка ЮНА резиденции хорватского президента Баньски-Дворы в Загребе. |
| 7 октября      | Хорватский парламент обнародовал Декларацию о независимости. |
| 8 октября      | Хорватия официально объявила о своей независимости от Югославии. |
| 13 октября     | Радован Караджич заявил Момчило Мандичу: «Всего за пару дней Сараево уже не будет, и пятьсот тысяч мусульман будут уничтожены в Боснии и Герцеговине в течение одного месяца». |
| 16, 18 октября | Резня в Госпиче — Расстрел хорватами 100—120 мирных жителей сербского села Госпич. |
| 21 октября     | Резня в Бачине — Сербские ополченцы в Хорватии устроили расправу над жителями нескольких сёл. |
| 26 октября     | Последние югославские войска покинули Словению из порта Копер. |
| 31 октября     | Осада Дубровника — «Конвой мира»: делегаты, включая председателя Президиума Югославии Стипе Месича и президента Хорватии Франьо Грегурича, прибыли в Дубровник на фоне осады города Югославской народной армией. |
| 10 ноября      | Боснийские сербы проголосовали на референдуме, чтобы остаться в едином с Сербией государстве. |
| 18-21 ноября   | Вуковарская резня. |
| 2 декабря      | Президент Македонии послал официальное письмо президентам иностранных государств с просьбой о признании независимости Македонии. Сразу после этого Греция начала военные провокации на границе с Македонией. |
| 9 декабря      | Комиссия Бадинтера опубликовала своё первое решение, заявив, что СФРЮ «находится в процессе ликвидации». |
| 11 декабря     | Украина признала Хорватию. |
| 12-13 декабря  | Резня в Вочине — Сербские ополченцы устроили расправу над хорватским населением в Вочине. |
| 16 декабря     | Отставка Драгутина Зеленовича, премьер-министра Сербии и бывшего представителя Воеводины в Президиуме СФРЮ. |
| 17 декабря     | Югославский премьер-министр Анте Маркович подал в отставку, отказавшись принять федеральный бюджет, по которому югославская армия получала бы 86 % всех средств. |
| 19 декабря     | Исландия признала Хорватию; Германия анонсировала, что признает Хорватию до 15 января 1992 года, независимо от решения ЕС. |
| 23 декабря     | Германия стала первой мировой державой, признавшей Хорватию и Словению как независимые государства. |
| 23 декабря     | Правительство Хорватии запускает в оборот переходную валюту под названием хорватский динар. |
| 24 декабря     | Югославский Центральный банк запускает в оборот новый югославский динар. |

### 1992
| Дата         | Событие |
| ------------ | --- |
| 3-6 января   | Сараевское соглашение: прекращение огня между Хорватией, с одной стороны, и Сербией и сербскими повстанцами с другой. Около 10 000 солдат ООН прибудут в регион в ближайшее время, чтобы предотвратить дальнейшие боевые действия. |
| 7 января     | Атака югославской авиации уничтожила один из двух вертолётов миссии ЕС с 5 членами экипажа на борту. Вскоре после этого югославский министр обороны подал в отставку. |
| 9 января     | Боснийские сербы заявили о создании собственной республики с момента международного признания Боснии. Территория новой республики должна была включить в себя территории Боснии и Герцеговины, где сербы представляли большинство, и «все другие регионы, где сербский народ представляет меньшинство из-за геноцида периода Второй мировой войны». |
| 15 января    | Европейский Союз признал Словению и Хорватию. |
| 20 января    | Лидер боснийских сербов Кольевич объявил в газете о своём обсуждении с президентом Хорватии Франьо Туджманом о «трансформации» Боснии и Герцеговины. |
| 27 января    | Парламент Черногории проголосовал за проведение референдума, чтобы оценить, поддерживают ли граждане по-прежнему югославскую федерацию. |
| 8-23 февраля | Хорватия и Словения приняли участие в Зимних Олимпийских играх наравне с Югославией. |
| 22 февраля   | Македонская газета Nova Makedonija опубликовала соглашение между правительством Македонии и ЮНА о постепенном мирном выводе югославской армии с территории республики. В соответствии с этим соглашением последний югославский солдат должен был покинуть территорию Македонии к 15 апреля 1992 года.                                               |
| 21 февраля   | Резолюция ООН 743 сформировала UNPROFOR. |
| 29 февраля   | Референдум о независимости в Боснии. Большинство мусульман и хорватов проголосовали в пользу независимости, но большинство сербов бойкотировали голосование. |
| 1 марта      | В первый день после референдума отец жениха на сербской свадьбе, Никола Гардович, этнический серб, был убит Рамизом Делаличем, этническим боснийцем. Гардович, по мнению многих сербов, стал первой жертвой Боснийской войны. |
| 2 марта      | Киро Глигоров, президент Македонии, публично объявил о соглашении между Республикой Македонией и югославской армией о её мирном выводе из Македонии. |
| 17 марта     | Последний югославский солдат покинул территорию Македонии. |
| 23 марта     | Венское соглашение между Хорватией и Сербией. |
| 1 апреля     | Сербская добровольческая гвардия под командованием Желько Ражнатовича («Аркана»), заняла Биелину. |
| 3 апреля     | ЮНА и сербские военизированные силы вступили в бой с босняками и хорватами в Боснии и Герцеговине около Босански-Брода и Купреса. |
| 5 апреля     | Президент Боснии и Герцеговины Алия Изетбегович объявил мобилизацию национальной гвардии и резервистов. |
| 7 апреля     | ЕС и США признали Боснию и Герцеговину. В ответ Ассамблея сербского населения Боснии и Герцеговины объявила о независимости государства боснийских сербов под наименованием Республика Сербская. |
| 10 апреля    | Сербская добровольческая гвардия заняла Зворник в Боснии. Югославская армия отказалась защищать местное мусульманское население от атак сербских партизан, пока они не сдадут оружие. |
| 16 апреля    | США предупредили правительство Югославии, находившееся под сербским контролем, что если оно не остановит нападение на Боснию и Герцеговину, то будет исключено из международных организаций. |
| 27 апреля    | Официальный конец Социалистической Федеративной Республики Югославии с провозглашением новой Конституции, утверждённой «Федеральным собранием» и провозглашавшей создание Союзной Республики Югославия (СРЮ), состоящей из Сербии и Черногории. На момент этого голосования 10 000 югославских солдат ещё оставались в Боснии и Герцеговине.        |

## Союзная Республика Югославия

### 1992
| Дата          | Событие |
| ------------- | --- |
| 30 мая        | Резолюция ООН 757 ввела широкий спектр экономических и политических санкций против Сербии и Черногории.                                                                                   |
| 26-27 августа | Международная конференция по бывшей Югославии (МКБЮ), Лондон. |
| 14 сентября   | Резолюция ООН 776 одобрила расширение региона под контролем UNPROFOR в Боснии, где миротворцам было поручено содействовать оказанию гуманитарной помощи во всём регионе, защищать конвои. |
| 9 октября     | Резолюция ООН 781 ввела бесполётную зону для всех военных полётов над Боснией. |

### 1993
| Дата          | Событие |
| ------------- | --- |
| 11-12 января  | МКБЮ предложила «Мирный план Вэнса-Оуэна», создававший в Боснии 10 крупных автономных областей на основе этнического состава, географических и исторических факторов, коммуникаций и экономической стабильности. |
| 25 марта      | Президент Алия Изетбегович подписал все документы, предложенные планом Вэнса-Оуэна. |
| 16 апреля     | Хорватские ополченцы провели резню в Ахмичи, долина Лашвы, Босния. |
| 1 мая         | Торвальд Столтенберг, бывший норвежский министр иностранных дел, заменил Вэнса на посту представителя ООН и сопредседателя МКБЮ.                                                                                 |
| 1-2 мая       | Саммит в Афинах между всеми боснийскими лидерами и хорватским и сербским президентами. Караджич подписал план Вэнса-Оуэна.                                                                                       |
| 6 мая         | Резолюция ООН 824 провозгласила Сараево, а также Тузлу, Жепу, Горажде, Бихач, Сребреницу и прилегающие к ним районы безопасными районами для всех заинтересованных сторон, свободными от вооружённых нападений.  |
| 15-16 мая     | Референдум боснийских сербов по мирному плану Вэнса-Оуэна и независимости: план отвергли 96 % голосовавших. |
| 22 мая        | Министры иностранных дел Великобритании, США, России, Франции и Испании согласовали совместную Программу действий.                                                                                               |
| 25 мая        | Резолюция ООН 827 учредила Международный трибунал по бывшей Югославии с задачей преследования лиц, обвиняемых в нарушении международного и гуманитарного права.                                                  |
| 4 июня        | Резолюция ООН 836 уполномочила UNPROFOR защищать «безопасные районы» и занять ключевые точки на местности в этих районах.                                                                                        |
| 19-20 июня    | Референдум в Сербской Краине по «объединению с другими сербами»: 98,6 % явки, 93,8 % высказалось за объединение.                                                                                                 |
| 24 августа    | Хорватское демократическое сообщество (ХДС) провозгласило существование Хорватского сообщества Герцег-Босна с центром в Мостаре.                                                                                 |
| 27-29 августа | Боснийские сербы и боснийские хорваты приняли новые предложения по плану Оуэна-Столтенберга об объединении трёх национальных республик в единую Боснию.                                                          |
| 29 сентября   | Боснийская Ассамблея проголосовала за предложения Оуэна-Столтенберга, но при условии возвращения им захваченных территорий.                                                                                      |
| 29 октября    | Новое боснийское правительство: Харис Силайджич стал новым премьер-министром. |
| 3 декабря     | Ясуси Акаси, бывший японский дипломат, стал сопредседателем МКБЮ. |
| 16 декабря    | Великобритания и страны ЕС установили дипломатические отношения с Македонией. |

### 1994
| Дата         | Событие |
| ------------ | --- |
| 5 февраля    | Нападение боснийских сербов на рынок в Сараево привело к многочисленным жертвам среди гражданского населения. |
| 7 февраля    | Министры иностранных дел ЕС поддержали использование Военно-воздушных сил НАТО для снятия осады Сараево боснийскими сербами. |
| 9 февраля    | По просьбе ООН НАТО согласилась санкционировать авиаудары, объявив 20 км вокруг Сараево запретной зоной и потребовав от боснийских сербов вывести тяжелое вооружение из этой зоны или поставить его под контроль ООН в течение 10 дней. Также НАТО призвал боснийское правительство разместить тяжёлые вооружения в Сараево под контролем ООН. При посредничестве командующего силами ООН в Боснии генерал-лейтенанта сэра Майкла Роуза было достигнуто соглашение между Республикой Сербской и боснийским правительством о прекращении огня в Сараево. |
| 17 февраля   | Россия заявила о готовности принять участие в урегулировании конфликта. |
| 1 марта      | В Вашингтоне Силайджич, министр иностранных дел Хорватии Мате Гранич и лидер боснийских хорватов Кресимир Зубак подписали Федеративное соглашение от имени боснийских мусульман («босняков») и боснийских хорватов, а также предварительное соглашение о конфедерации между этой Федерацией и Хорватией. |
| 24 марта     | Ассамблея Республики Сербской отклонила предложение о вступлении в мусульманско-хорватскую федерацию и потребовала, чтобы санкции против сербов были сняты. |
| 29 марта     | Соглашение о прекращении огня в Краине подписано в российском посольстве в Загребе правительством Хорватии и представителями сербов Краины. |
| 31 марта     | Подписано соглашение в Загребе между сербскими повстанцами и Хорватией о прекращении огня на линии соприкосновения Краины и хорватских сил. Соглашение вступило в силу 4 апреля 1994 года. |
| 11 апреля    | Самолёты НАТО разбомбили транспортные средства боснийских сербов в ответ на возобновление обстрела Горажде. |
| 22 апреля    | НАТО санкционировал использование воздушных ударов против тяжёлого вооружения боснийских сербов в пределах 20 км запретной зоны вокруг Горажде. Силы боснийских сербов отошли на 3 км от центра Горажде, что позволило войти в город гуманитарным конвоям и медицинским службам. НАТО также уполномочил ВВС отвечать на нападения в любом из «безопасных районов». |
| 22-23 апреля | Акаси провёл переговоры с президентом Милошевичем и руководством боснийских сербов в Белграде. По достигнутому соглашению о прекращении огня боснийские сербы согласились немедленно прекратить огонь в районе Горажде. Миротворцы развертывали свои подразделения в радиусе 3 км от центра города и по обе стороны от реки Дрина. |
| 26 апреля    | Первая встреча «Контактной группы» в составе представителей Великобритании, России, США, Франции и Германии, которая состоялась в Лондоне. В Сараево открылось посольство Великобритании. |
| 11 мая       | Венское соглашение между боснийцами и хорватами создало Боснийско-хорватскую Федерацию на 58 % боснийской территории. Федерация делилась на 8 кантонов. |
| 13 мая       | Министры иностранных дел Франции, России, Великобритании, США и ЕС плюс вице-президент Европейской комиссии собрались в Женеве. Они призвали на четыре месяца прекратить военные действия и провести переговоры в течение двух недель, под эгидой Контактной группы, на основе территориального деления территории Боснии и Герцеговины: 51 % — боснийско-хорватской федерации, 49 % — боснийским сербам. |
| 31 мая       | Боснийская Ассамблея избрала Зубака (боснийского хорвата) и Эйюпа Ганича (боснийского мусульманина) в качестве президента и вице-президента Федерации до федеральных выборов, запланированных через шесть месяцев. Ассамблея также одобрила соглашения в Вашингтоне и Вене. |
| 8 июля       | Судья Ричард Голдстоун из ЮАР утверждён в качестве главного обвинителя Международного уголовного трибунала по бывшей Югославии. |
| 20 июля      | Боснийские сербы вручили Контактной группе в Женеве свою декларацию. В ней было заявлено, что они не могут принять мирный план Контактной группы, так как конституционные механизмы в Боснии не были полностью разработаны и требуется дальнейшая работа по урегулированию. Но это может служить основой для дальнейших переговоров. |
| 3 августа    | Ассамблея Республики Сербской отклонила мирный план Контактной группы. |
| 4 августа    | Президент Милошевич объявил о решении разорвать политические и экономические связи с боснийскими сербами из-за их отказа от мирного плана. |
| 20 августа   | Президент Республики Сербской Радован Караджич и президент Республики Сербская Краина Милан Мартич подписали соглашение по объединению. |
| 11 ноября    | США объявили о своём намерении прекратить исполнение эмбарго на поставки оружия боснийскому правительству и боснийско-хорватской федерации. |
| 21 ноября    | НАТО разбомбил аэропорт Удбине в Сербской Краине в ответ на появление сербского самолёта в районе Бихача. Последовали интенсивные дипломатические переговоры и военная подготовка, в том числе заявления Совета Безопасности ООН о немедленном прекращения огня. |
| 2 декабря    | Хорватия и Республика Сербская Краина подписали экономическое соглашение. |
| 31 декабря   | Боснийское правительство и правительства Республики Сербской согласовали четырёхмесячное прекращение огня. |

### 1995
| Дата        | Событие |
| ----------- | --- |
| 12 января   | Хорватия заявила, что не будет продлевать мандат UNPROFOR после 31 марта и что у миротворцев есть три месяца, чтобы уйти. |
| 30 января   | План Загреб-4 представлен правительству Хорватии и руководству Сербской Краины. Составленный ЕС, ООН, США и Россией план был направлен на политическое урегулирование конфликта в Хорватии. Краина отказывалась рассматривать его, пока не были получены гарантии присутствия миротворцев после 31 марта. Президент Милошевич отказался принять посланников плана. |
| 5 февраля   | США созвали совещание в Мюнхене в поддержку боснийско-хорватской федерации. Был предложен план из девяти пунктов. |
| 8 февраля   | Ассамблея Сербской Краины приостановила все экономические и политические переговоры с Хорватией, пока она не отменит своё решение о прекращении мандата миротворцев. |
| 13 февраля  | Международный уголовный трибунал предъявил обвинение 21 сербу в геноциде. Президент Республики Сербской Караджич отказал в выдаче любого из указанных лиц, а Милошевич постановил, что военные преступники должны быть судимы по законам Югославии. |
| 20 февраля  | Сербская Краина и Республика Сербская создали Совет по совместной обороне. |
| 6 марта     | ЕС принял мандат на переговоры о торговле между ЕС и Хорватией, но поставил начало переговоров в зависимость от дальнейшего присутствия ООН в Хорватии. |
| 8-10 марта  | Зубак и Ганич в Бонне подписали Петербургское соглашение о боснийско-хорватской федерации. |
| 12 марта    | Президент Туджман объявил, что силы ООН могут оставаться на территории Хорватии. |
| 31 марта    | Резолюции 981, 982 и 983 Совета Безопасности ООН приняты единогласно. 981-я создала подразделения миротворческих сил в Хорватии; 982-я продлила мандат миротворцев в Боснии; 983-я реформировала миротворческие силы в Македонии. Все три новых мандата продлятся до 30 ноября 1995 года. |
| 1 мая       | Начало операции «Молния» — хорватского наступления, направленного на возвращение Западной Славонии. |
| 3 мая       | При посредничестве ООН между Хорватией и представителями хорватских сербов подписано соглашение о прекращении огня. |
| 24-26 мая   | В ответ на частые обстрелы генерал-лейтенант Руперт Смит, командующий миротворцами ООН в Боснии, потребовал от боснийских сербов прекратить стрельбу в запретной зоне Сараево и отвести тяжёлое вооружение из зоны отчуждения или поставить его под контроль ООН. |
| 8 июня      | Палата представителей США проголосовала за одностороннее снятие эмбарго на поставки оружия в Боснию. |
| 9 июня      | Карл Бильдт, бывший премьер-министр Швеции, стал сопредседателем Координационного комитета МКБЮ. |
| 16 июня     | Резолюция Совета Безопасности ООН 998 увеличила численность миротворцев до 12 500 и создала Силы быстрого реагирования (КСОР). Китай и Россия при голосовании воздержались. |
| 20 июня     | НАТО запросил разрешения ООН на авиаудар по аэропорту Баня-Лука в ответ на нарушение бесполетной зоны боснийскими сербами. |
| 2 июля      | Боснийские сербы обстреляли Штаб-квартиру ООН в Сараево. |
| 3 июля      | Конвой ООН на горе Игман был обстрелян и открыл ответный огонь. |
| 8 июля      | Войска Республики Сербской вошли в «безопасную зону» в Сребренице. |
| 9 июля      | Войска Республики Сербской захватили посты миротворцев в Сребренице вместе с солдатами. ООН пригрозил вызвать удары с воздуха, если силы боснийских сербов подойдут ближе. |
| 11 июля     | Авиаудары НАТО. Войска Республики Сербской во главе с Ратко Младичем угрожали убить заложников-миротворцев. Силы Младича вошли в Сребреницу. |
| 12 июля     | ООН и ЕС потребовали от боснийских сербов покинуть Сребреницу. Резня в Сребренице. |
| 19 июля     | Силы Сербской Краины и Фикрета Абдича, мусульманского лидера сепаратистов, напали на Бихач. |
| 21 июля     | Совещание ЕС, ООН, НАТО, Контактной группы и других стран, предоставляющих войска ООН, состоявшееся в Лондоне с целью обсудить ответ на сербские нападения на «безопасные районы». |
| 22 июля     | Президенты Изетбегович и Туджман встретились в Сплите. Подписано соглашение о совместной обороне и реализации боснийско-хорватской федерации. |
| 23 июля     | Великобритания, США и французские представители поставили ультиматум Ратко Младичу, командующему армией боснийских сербов, что если он не отведёт войска от Горажде, то ВВС НАТО начнут авиаудары. |
| 25 июля     | Международный уголовный трибунал предъявил обвинение Караджичу и Младичу в геноциде и Мартичу в военных преступлениях. Силы боснийских сербов вошли в Жепу. |
| 26 июля     | Генеральный секретарь ООН делегировал полномочия по нанесению авиаударов командующему миротворческими силами Бернарду Жанвье. |
| 27 июля     | Фикрет Абдич объявил себя президентом «Независимой Республики Западная Босния». |
| 28 июля     | Республика Сербская и Сербская Краина объявили о состоянии войны с Хорватией. |
| 29-30 июля  | Акаси разговаривал с президентом Туджманом и «президентом» Мартичем с целью предотвращения хорватского наступления против Сербской Краины. |
| 3 августа   | Переговоры в Женеве между правительством Хорватии и лидерами Сербской Краины провалились. |
| 4 августа   | Хорватия начала операцию «Буря» против Сербской Краины. Большинство сербов бежали через Боснию в Сербию, где десятки тысяч поселились в Воеводине. Меньшее число согласилось переехать в Косово. Республика Сербская Краина была ликвидирована. |
| 7 августа   | Боснийские правительственные силы получили контроль над крепостью Абдича в районе Бихача. Республика Западная Босния перестала существовать. |
| 10 августа  | Президент США Клинтон и советник по национальной безопасности Энтони Лейк начали четырёхдневную поездку в Лондон, Бонн, Париж, Мадрид, Рим, Москву и Анкару с целью наметить новую мирную инициативу США на основе существующей «дорожной карты» Контактной группы. |
| 28 августа  | Атака боснийских сербов в Сараево привела к гибели 37 мирных жителей. |
| 29 августа  | Ассамблея Республики Сербской приветствовала мирную инициативу США. |
| 30 августа  | НАТО начал воздушные удары по военным целям Республики Сербской в ответ на миномётный обстрел Сараево 28 августа. Боснийские сербы и руководство Югославии объявили, что совместная переговорная команда во главе с президентом Милошевичем рассмотрит мирный план США. |
| 8 сентября  | Боснийский, хорватский и югославский министры иностранных дел встретились в Женеве и достигли соглашения об основных принципах мирного договора, в том числе: 1) Босния и Герцеговина будет продолжать своё законное существование в её нынешних границах; 2) она будет состоять из двух субъектов, каждый из которых будет иметь право на создание параллельных особых отношений с соседними странами в соответствии с принципом территориальной целостности Боснии. |
| 14 сентября | НАТО согласился сделать 12-часовую паузу в авиаударах, чтобы позволить посланнику США Ричарду Холбруку, Ратко Младичу и Слободану Милошевичу заключить рамочное соглашение о прекращении военных действий. Авиаудары были приостановлены ещё на 72 часов, чтобы дать вывести сербские тяжелые вооружения из запретной зоны Сараево. В течение 24 часов аэропорт и гуманитарные маршруты в городе были открыты.                                                        |
| 26 сентября | Боснийский, хорватский и югославский министры иностранных дел встретились в Нью-Йорке и договорились, что Босния будет иметь единый институт президентства, парламент и конституционный суд. Парламент будет состоять на треть из делегатов Республики Сербской и на две трети из делегатов боснийско-хорватской федерации. |
| 3 октября   | Попытка покушения на президента Македонии Киро Глигорова. |
| 1 ноября    | Боснийская, хорватская и югославская делегации, а также страны Контактной группы встретились для переговоров в Дейтоне, штат Огайо. |

### 1999
| Дата    | Событие                                              |
| ------- | ---------------------------------------------------- |
| 10 июня | Подписание договора о выводе войск Сербии из Косово. |

### 2001
| Дата | Событие                                                                            |
| ---- | ---------------------------------------------------------------------------------- |
| Июнь | Пять государств-преемников Югославии подписали договор по вопросам правопреемства. |

### 2006
| Дата    | Событие                                                                          |
| ------- | -------------------------------------------------------------------------------- |
| 21 мая  | Референдум о независимости в Черногории: 55,5 % голосов поданы за независимость. |
| 3 июня  | Парламент Черногории провозгласил независимость страны.                          |
| 28 июля | Республика Черногория признана в качестве независимого государства.              |

### 2008
| Дата       | Событие |
| ---------- | --- |
| 17 февраля | Республика Косово провозгласила независимость от Сербии и в конечном счёте была признана 108 государствами-членами ООН, в том числе 4 бывшими югославскими республиками. |